# Jan Gruba
Jan Gruba (ur. 3 czerwca 1964) w Warszawie – polski karateka stylu kyokushin, stworzonego przez Masutatsu Ōyama, posiadacz 6. dan.
W kwietniu 1981 roku zaczął uprawiać karate u sensei Aleksandra Taniuszkina. w 1983 rozpoczął prowadzić treningi w grupie instruktorskiej pod okiem Marka Drożdżowskiego. W 1988 roku współzałożyciel Warszawskiego Klubu Karate Kyokushinkai. W 2000 roku powołany do Polskiej Kadry Narodowej. Reprezentował barwy narodowe na Mistrzostwach Europy i Świata. J. Gruba jest wielokrotnym medalistą mistrzostw Polski, Europy w Kata, Kumite. 11 listopada 1993 roku witał na lotnisku im. Fryderyka Chopina Masutatsu Oyamę.
Od 1988 r. brał mudział w seminariach, szkoleniach, obozach Polskiej Organizacji Karate Kyokushin z udziałem m.in. Makoto Nakamura, Shōkei Matsui, Seiji Isobe, Tsutomu Wakiuchi, Kenji Yamaki, Francisco Filho, Glaube Feitosa.
Jan Gruba obecnie jest dyrektorem, przedstawicielem w Polsce i Europie Światowej Organizacji International Karate Alliance KyokushinRyu prowadzonej przez Kancho Peter Chong byłego ucznia Uchideshi Masutatsu Oyamy, który gościł 28, 29 maja 2019 w Polsce.
24 czerwca 2023 roku, Shihan Jan Gruba był gościem w pierwszej edycji Sztuki Walki Nas Łączą Budo W Skierniewicach. 

## Osiągnięcia
- I miejsce - Mistrzostwa Polski Seniorów - Bytom (1991)
- I miejsce - Mistrzostwa Polski Okręgu Północno Wschodniego - Ostrołęka (1994)
- I miejsce - Mistrzostwa Polski Seniorów - Kielce (1994)
- II miejsce - Mistrzostwa Polskie Seniorów - Legnica (1995)
- II miejsce - Mistrzostwa Polski Seniorów - Gdańsk (1996)
- II miejsce - Mistrzostwa Polski Seniorów - Koszalin (1997)
- I miejsce - Mistrzostwa Europy - Katowice (2000)
- IV miejsce - Mistrzostwa Europy - Warszawa (2003)
- III miejsce - Mistrzostwa Europy - Baja, Węgry (2003)
- IV miejsce - Mistrzostwa Europy - Wrocław (2004)
- IV miejsce - Mistrzostwa Europy - Wrocław (2004)
- II miejsce - Mistrzostwa Europy - Belgrad, Serbia (2005)
- II miejsce - Mistrzostwa Europy - Mesyna, Włochy (2006)
- I miejsce - Mistrzostwa Europy - Riesa, Niemcy (2007)
- IV miejsce - Mistrzostwa Świata Championships - Chiba, Japonia (2007)
- II miejsce - Mistrzostwa Europy - Warna, Bułgaria (2008)
- III miejsce - Mistrzostwa Europy - Paryż, Francja (2009)
- II miejsce - Mistrzostwa Europy - Padwa, Włochy (2011)
- II miejsce - Mistrzostwa Europy - Budapeszt, Węgry (2012)
- III miejsce - Mistrzostwa Europy - Warna, Bułgaria (2014)